# 貯蔵タンパク質
貯蔵タンパク質（ちょぞうタンパクしつ）は、生物によって使われる金属イオンやアミノ酸の生物学的蓄えである。植物の種子や卵白、乳などに含まれる。
フェリチンは鉄を貯蔵する貯蔵タンパク質の一例である。鉄はヘムの構成成分であり、輸送タンパク質ヘモグロビンやシトクロム類に含まれている。
一部の貯蔵タンパク質はアミノ酸を貯蔵する。貯蔵タンパク質のアミノ酸は動物あるい植物の胚発生に用いられる。動物におけるアミノ酸貯蔵タンパク質にはカゼインやオボアルブミンがある。
種子、特にマメ科植物のものは高濃度の貯蔵タンパク質を含んでいる。これらの種子の乾燥重量の最大25パーセントが貯蔵タンパク質からなっている。